# Nabożeństwo fatimskie

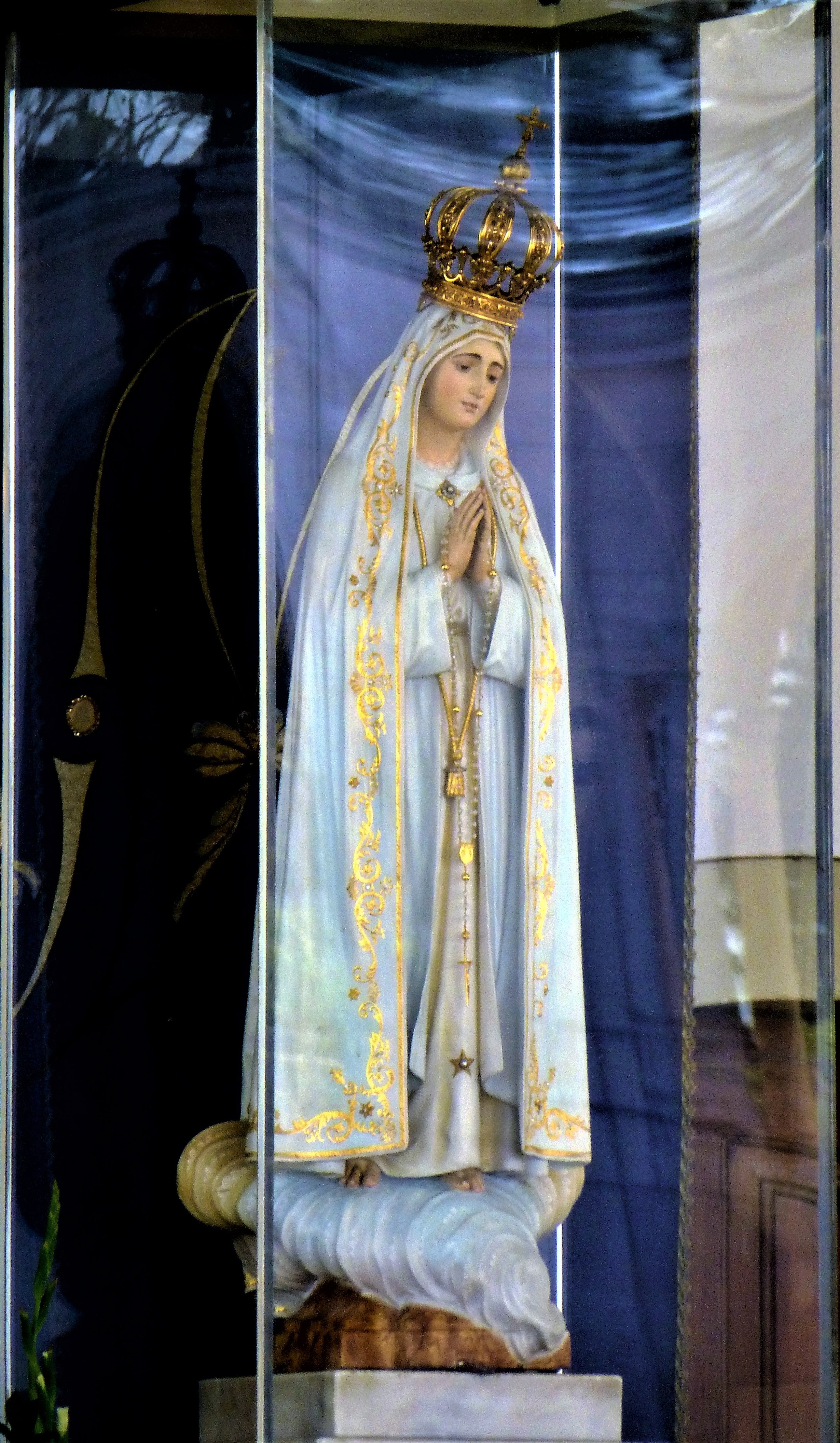
Matka Boża Fatimska

Nabożeństwo Fatimskie – nabożeństwo wynagradzające w Kościele katolickim, odnoszące się do objawień fatimskich. 
Nabożeństwo to odprawiane jest ku czci Matki Bożej jako odpowiedź m.in. do odmawiana modlitwy różańcowej oraz pokuty za grzechy i nawrócenia. 

## Nabożeństwo
Nabożeństwo odbywa się 13 dnia miesiąca od maja do października (ewentualnie w I soboty miesiąca). Nawiązuje do objawień Matki Bożej w Fatimie, która objawiała się 13 dnia miesiąca od maja do października w roku 1917 trojgu pastuszkom: Łucji dos Santos, Franciszkowi i Hiacyncie Marto przekazując im treść objawień. Maryja mówiła do nich że będzie objawiać się im każdego 13-tego:
Przyszłam was prosić, abyście przychodzili tu przez sześć kolejnych miesięcy, trzynastego dnia, o tej samej godzinie. Potem powiem wam, kim jestem i czego chcę.

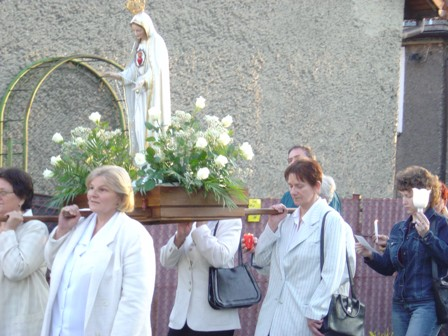
Procesja nabożeństwa fatimskiego w Raciborzu

Nabożeństwo rozpoczyna zazwyczaj Msza św. z kazaniem a następnie odbywa się procesja z figurą Matki Bożej Fatimskiej podczas której odmawia się różaniec. Wierni podczas procesji niosą również lampiony. Podczas nabożeństwa śpiewane są pieśni maryjne.
Nabożeństwo fatimskie (w różnych formach) jest dziś bardzo popularne. Odprawiane jest ono w 72% parafii w Polsce.